# 寄木細工

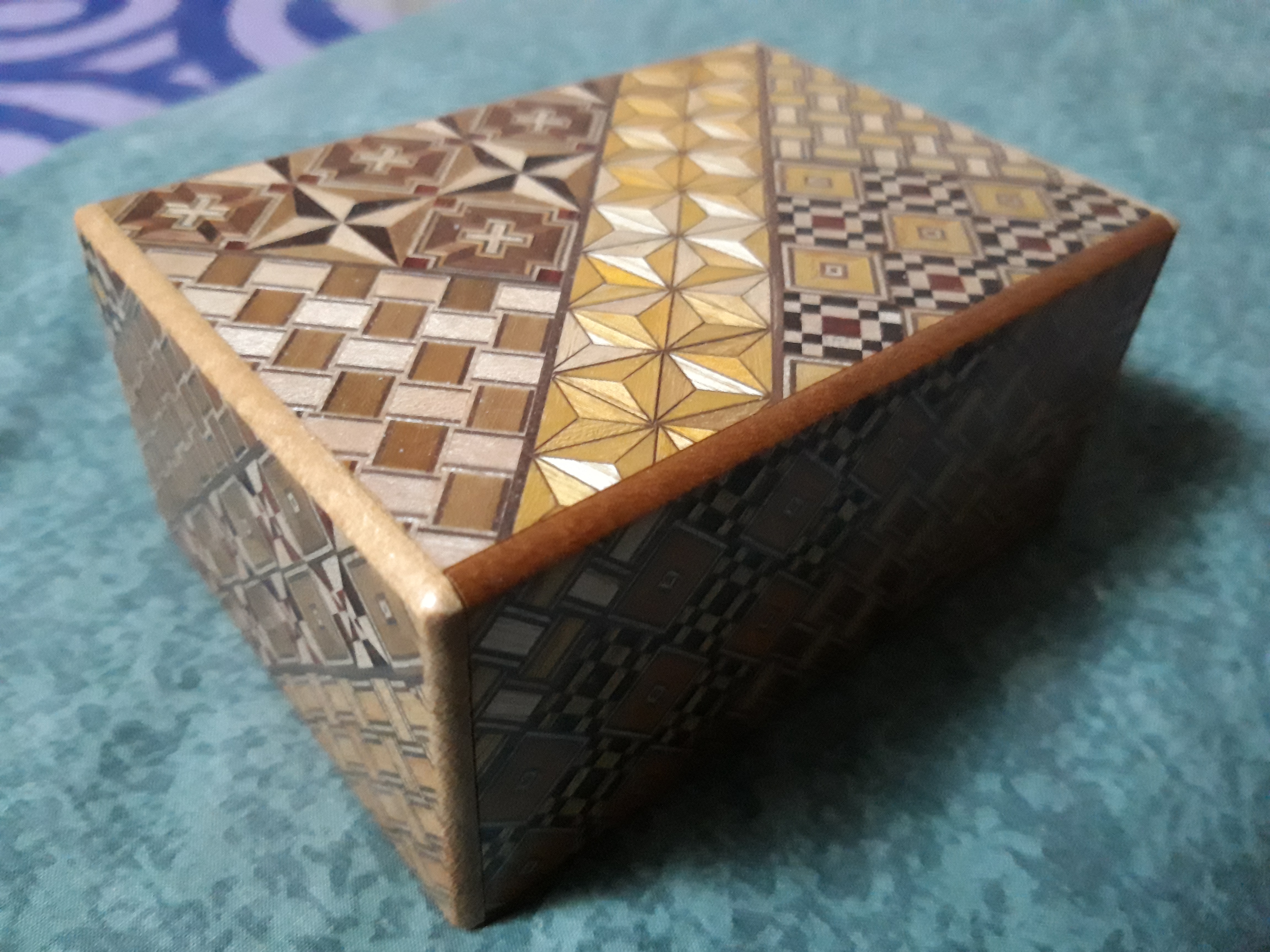
寄木細工

寄木細工（よせぎざいく），即木片拼花工藝品，是日本箱根特產的一種傳統工藝品。已有200年的歷史。寄木細工運用木材的天然色澤拼成幾何圖案，根據木材的顏色來選擇不同的木材，包括了櫻木、漆木、木瓜木、日本蓮香木等。
寄木細工產品中最著名的是秘密盒（或稱密碼箱

）。由於設有保密裝置，要打開就必須懂得開啟方法。其餘成品尚有信匣、寶石匣、盃墊、托盤等。